# Agustín Rossi
Agustín Daniel Rossi (Buenos Aires, 21 de agosto de 1995) é um futebolista argentino que atua como goleiro. Joga pelo Flamengo.
Em 2022, conquistou o Prêmio Alumni como "melhor futebolista do ano" na Argentina.

## Carreira

### Chacarita Juniors
Profissionalizou-se pelo Chacarita Juniors quando jovem. Ele fez sua estreia no time em 2 de abril de 2014, sendo titular em uma derrota fora de casa por 3–1 contra o Instituto de Córdoba, válida pela Copa Argentina. Nesse ano tornou-se peça fundamental na promoção ao Campeonato Primera B de 2015.

### Estudiantes
Em janeiro de 2015, foi transferido para Estudiantes de La Plata, que pagou 600 mil dólares por 50 por cento do passe. Fez sua estreia na Primera División em 18 de abril seguinte, jogando os 90 minutos no empate em casa por 1–1 contra o Rosário Central.

### Defensa y Justicia
Em 24 de julho de 2016, foi emprestado ao Defensa y Justicia por um ano. Em 27 de agosto, em partida contra o Rosario Central, estreou-se pelo Defensa, resultado foi empate 0–0.

### Boca Juniors
Em 1 de fevereiro de 2017, foi contratado pelo Boca Juniors por três anos, custando cerca de 1,17 milhão de euros. Jogou como titular na partida de ida da final da Copa Libertadores de 2018, empate por 2–2 contra o River Plate. Fez sua estreia oficial na partida da Primera Division Argentina 2016–17 vencida por 2 gols contra o Banfield.

### Antofagasta
Em fevereiro de 2019, foi emprestado gratuitamente ao Antofagasta, do Chile até o final do ano. Após cinco partidas em bom nível, o técnico Gerardo Ameli deixou de contar com Rossi devido a uma discussão entre os dois.

### Lanús
Em junho de 2019, foi anunciado como reforço do Lanús por um ano sem opção de compra. Conseguiu se firmar como goleiro titular com boas atuações e também conquistou a confiança do clube de La Ribera que tem seu passe.

### Retorno ao Boca Juniors
Após um período de 18 meses fora de La Bombonera e com a saída de Andrada, voltou para ser titular do Boca Juniors. Recuperou a confiança da torcida ao se destacar em defesas de pênalti. Na Copa da Liga Argentina de 2021, brilhou diante do River Plate ao defender as batidas de Angileri e Ponzio e ajudou a garantir a classificação do time xeneize. Essa foi a primeira vez que o Boca derrotou o maior rival em um mata-mata na era Marcelo Gallardo.
Atuou em 46 partidas, foi vazado 35 vezes e fez 23 defesas difíceis, segundo estatísticas do site Sofascore. Além disso, pegou metade das oito cobranças contra Boca Juniors, em 2022, sendo considerado titular absoluto. Campeão pela Copa da Liga Argentina e do Campeonato Argentino, recebeu o prêmio de melhor jogador do futebol argentino, em 2022.

### Al-Nassr
Em 21 de janeiro de 2023, foi emprestado ao Al-Nassr por seis meses — até o dia 30 de junho, quando acabava a temporada da equipe, para substituir o lesionado David Ospina. Após o término da temporada, na Arábia Saudita, foi ao Rio de Janeiro para iniciar os preparativos para assinatura e início do contrato com o Flamengo.

### Flamengo

#### Pré-contrato
Em 9 de janeiro, o Flamengo anunciou que assinou um pré-contrato com o goleiro. O futebolista está nos últimos seis meses de vínculo com o clube argentino e, portanto, já poderia assinar um pré-contrato com outro clube. O vínculo com o Rubro-Negro será até o final de 2027. O dirigentes do Flamengo — Marcos Braz, vice-presidente de futebol, e Bruno Spindel, diretor executivo — estiveram em Buenos Aires para tentar uma liberação antes do término do contrato, em julho de 2023, com o clube xeneize, mas não obtiveram sucesso. Juan Román Riquelme, diretor do Boca, ignorou as mensagens recebidas dos dirigentes rubro-negros. Ele alegou que estava de férias e não iria receber os enviados do clube carioca. Como não conseguiram o contato, os dirigentes firmaram o pré-contrato com o atleta.

#### Possibilidade de chegada antecipada
Flamengo e Boca Juniors — após o empréstimo ao Al-Nassr e as questões do pré-contrato superadas — conversaram sobre a possibilidade de antecipar a chegada do argentino e adiantar a adaptação ao Rio de Janeiro. Como a última partida pelo Al-Nassr — que brigava pelo título do Campeonato local, na segunda posição e a cinco pontos do líder, o Al-Ittihad — aconteceu em 31 de maio, existia a possibilidade do atleta vir para o Brasil, mas sem atuar pelo Rubro-Negro e apenas se ambientar na cidade e no clube.

#### Chegada ao Rio de Janeiro
Em 2 de junho, o goleiro chegou ao Rio de Janeiro para receber as chaves de sua nova residência e iniciar a mudança para a cidade. Ele ainda terá um período de descansos em Buenos Aires e se apresentará ao clube, para início dos trabalhos, em 26 de junho.
| “                                                                        | Muito feliz. E cansado. Tenho uns dias de férias para aproveitar a família e, depois, já me somo ao clube. Ainda não falei com Jorge, com ninguém, mas sempre tive contato com o estafe. | ” |
| — Agustín Rossi, em rápida entrevista, ao desembarcar no Rio de Janeiro, | |   |

#### Estreia
Fez sua estreia, pelo Flamengo, em 20 de setembro, no empate por 0–0 contra o Goiás.

#### Boas atuações
Em uma partida entre Flamengo e Vasco da Gama, em 22 de outubro de 2023, teve uma boa atuação, fazendo defesas que garantiram a vitória do Flamengo na busca pela classificação direta a Copa Libertadores de 2024. A partida terminou 1–0 para o Rubro-Negro e o gol foi marcado por Gerson, aos 30 minutos do segundo tempo.
Terminou a temporada de 2023 como titular com 16 jogos, todos como titular, e sofreu 13 gols.

#### 2024
Em 13 de janeiro de 2024, após a saída do goleiro Santos para o Fortaleza, assumiu a camisa número 1.
Em 2 de abril, teve fim a serie histórica de invencibilidade sem sofrer gols no empate do Flamengo com o Millonarios por 1–1. A sequência de 1 134 minutos sem sofrer gols em 24 jogos, deu a Rossi o posto de recordista em minutos seguidos sem ser vazado em partidas oficiais pelo Rubro-Negro.
Este ano, Tite combinou que deixaria Rossi como titular no Brasileiro e na Libertadores, só que a Copa do Brasil seria de Matheus Cunha. Porém  Agustín Rossi teve uma temporada onde foi indispensável para o Flamengo. Com um desempenho excepcional, Rossi se destacaou por sua capacidade de manter a defesa firme em momentos decisivos, o que é refletido em suas estatísticas impressionantes, consolidando sua posição como um dos jogadores-chave da equipe. Na semifinal da Copa do Brasil contra o Corinthians, Rossi brilhou ao fazer seis defesas decisivas, ajudando a manter o placar de 0 a 0, o que resultou numa vitória de 1 a 0 no agregado.

#### 2025
O ano começou com o segundo título importante pelo clube, o da Supercopa Rei, para o Flamengo o tricampeonato da competição.
Pelo Campeonato Carioca, sustenta 17 partidas disputadas e nenhum gol sofrido.
Em 28 de maio, fez defesa milagrosa com a perna direita, nos acréscimos de partida contra o Deportivo Táchira, que garantiu a vitória por 1–0 e classificação para as oitavas da Copa Libertadores.

## Características técnicas
Uma das suas melhores qualidades é representada pela grande capacidade de neutralizar os adversários a partir dos 11 metros, característica essa que ele herdou do basquete, que foi o primeiro esporte que praticou, onde jogou na posição de pivô.

### Pegador de pênaltis
Ao longo de sua carreira, tornou-se notório por ser um exímio pegador de pênaltis. Sua efetividade na marca da cal, em pênaltis cobrados durante os 90 minutos regulamentares de jogo, ou seja, sem contar a disputa de pênaltis, é de um gol tomado a cada duas cobranças, ou 50%.

## Controvérsias
Em janeiro de 2017, o goleiro foi acusado de violência de gênero por uma ex-companheira. Essa acusação impediu a passagem do Minnesota United, dos Estados Unidos, em 2019, por pressão dos torcedores do clube.

## Seleção Argentina
Seleção Argentina Sub-20
- Sul-Americano Sub-20

Em 10 de janeiro de 2015, foi incluído no elenco que disputou o Campeonato Sul-Americano de Futebol Sub-20 de 2015, no Uruguai.
- Copa do Mundo Sub-20

Em março de 2015, o técnico Humberto Grondona o incluiu na seleção para a Copa do Mundo FIFA Sub-20 de 2015, na Nova Zelândia.

### Torneios disputados com a Seleção
| Torneio                                            | Sede          | Resultado     | Partidas |
| -------------------------------------------------- | ------------- | ------------- | -------- |
| Campeonato Sul-Americano de Futebol Sub-20 de 2015 | Argentina     | Campeão       | 1        |
| Copa do Mundo FIFA Sub-20 de 2015                  | Nova Zelândia | Primeira fase | 0        |

## Títulos
Boca Juniors
- Campeonato Argentino: 2016–17, 2017–18 e 2022
- Copa da Argentina: 2019–20
- Copa da Liga Profissional: 2020 e 2022

Flamengo
- Campeonato Carioca: 2024 e 2025
- Copa do Brasil: 2024
- Supercopa Rei: 2025

### Prêmios individuais
- Prêmio Alumni: 2022[2]
- Melhor Goleiro do Campeonato Carioca: 2024[40] e 2025[41]
- Melhor Goleiro da Copa do Brasil: 2024[42]
- Melhor Goleiro do Mês do Campeonato Brasileiro: maio de 2025,[43] julho de 2025[44]